# Sremski Karlovci
Sremski Karlovci (en serbio: Сремски Карловци; en alemán: Karlowitz o Carlowitz en croata: Srijemski Karlovci; en húngaro: Karlóca; en turco: Karlofça) es una villa y municipio de Serbia, en el distrito de Bačka del Sur, en la provincia autónoma de Voivodina.
En 2011 tenía una población de 8750 habitantes, de los cuales 6820 eran étnicamente serbios, 576 croatas y 182 magiares. Es el único municipio de la provincia que no tiene pedanías.

## Geografía
Sremski Karlovci está a la orilla del río Danubio, a 5 km de Novi Sad. Si bien está integrada al distrito de Bačka del Sur, la ciudad se encuentra en la región de Sirmia, cerca del parque natural de Fruška Gora.

## Cultura
El museo municipal de Sremski Karlovci y la galería de pintura del Instituto del pueblo serbio figuran entre las principales instituciones culturales de la localidad. Sremski Karlovci es asimismo conocida por su seminario, uno de los más antiguos del cristianismo ortodoxo.

## Galería

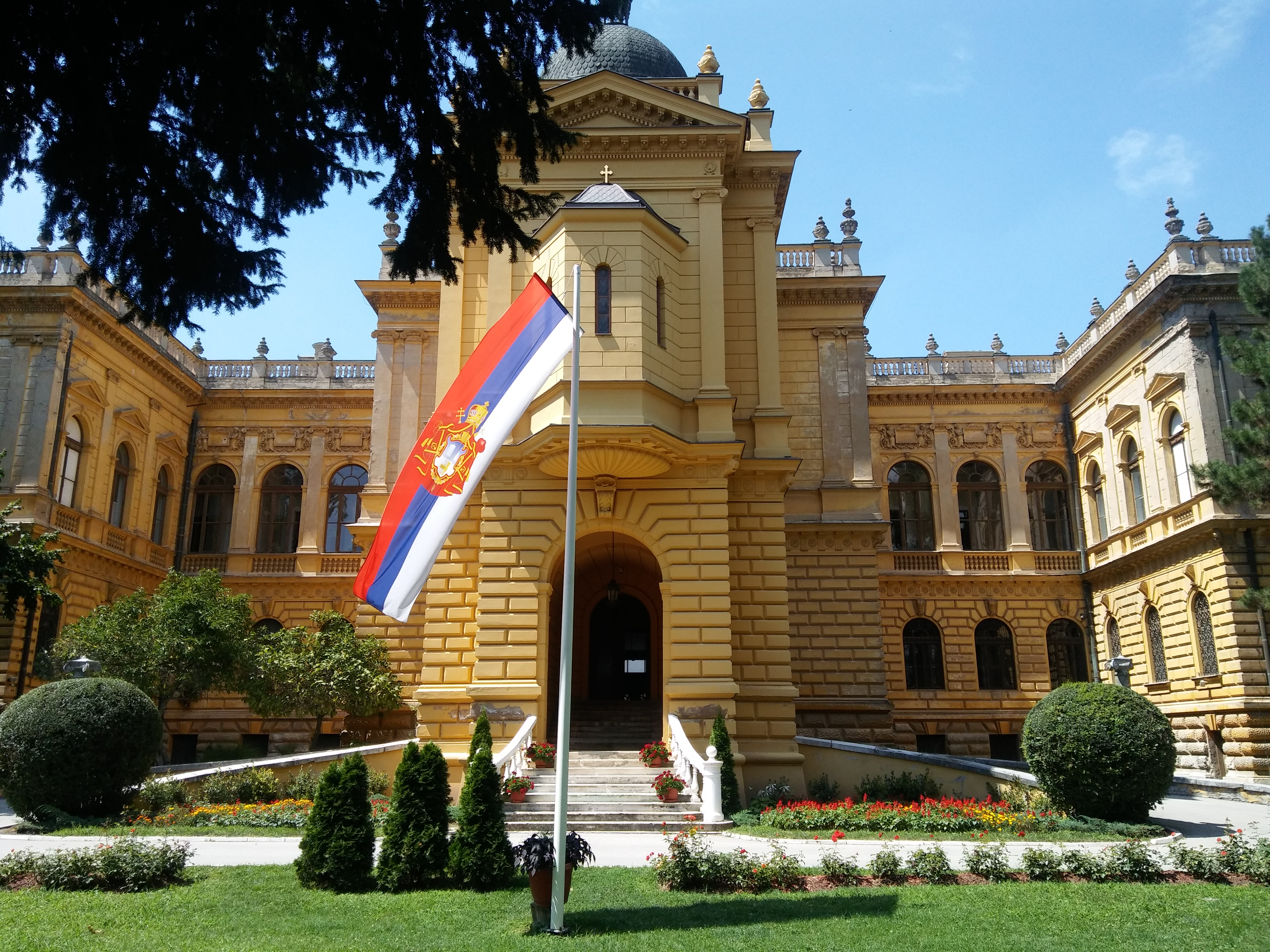
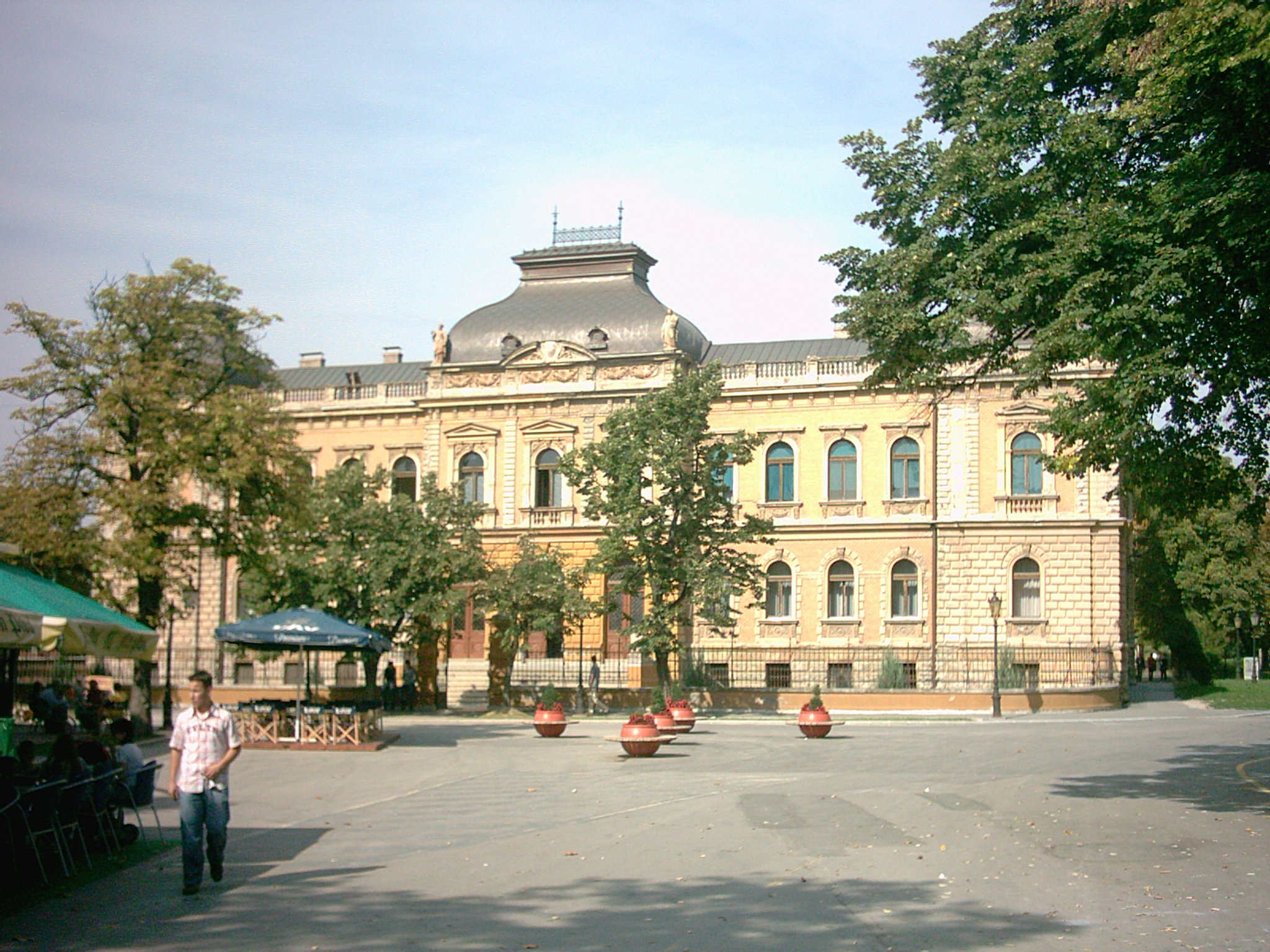
Seminario ortodoxo de Karlovci
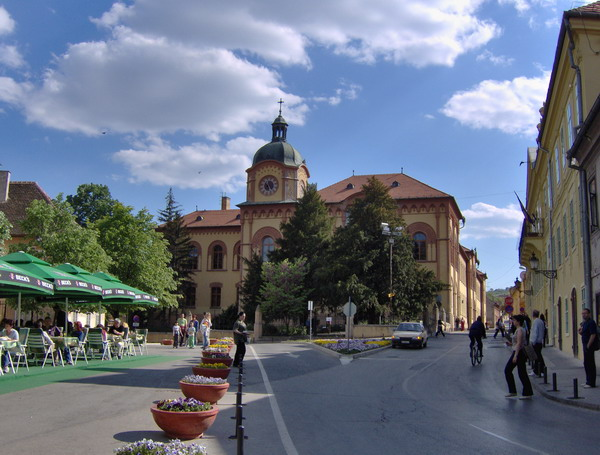
Liceo de Sremski Karlovci